# فنسنت إنغرام
فنسنت إنغرام (بالإنجليزية: Vincent Ingram)‏ هو محامي ودبلوماسي نيوزيلندي، ولد في 10 يوليو 1946، وتوفي في 6 يونيو 2010.